# Schottische Badmintonmeisterschaft 1958
Die Schottische Badmintonmeisterschaft 1958 fand in Glasgow statt. Es war die 37. Austragung der nationalen Meisterschaften von Schottland im Badminton.

## Titelträger
| Disziplin    | Sieger                        |
| ------------ | ----------------------------- |
| Herreneinzel | Robert McCoig                 |
| Dameneinzel  | Catherine Dunglison           |
| Herrendoppel | Donald Ross J. L. Young       |
| Damendoppel  | Catherine Dunglison J. Gordon |
| Mixed        | Robert McCoig Wilma Tyre      |